# 김민우 (피겨스케이팅 선수)
김민우(1986년 2월 5일 ~ 2007년 10월 4일) 대한민국의 전 피겨 스케이팅 선수이다. 누나인 김혜민 또한 피겨 스케이팅 선수이며, 서로 파트너를 이루어 활동하였다.

## 생애
계명대학교에 입학하였다. 피겨 아이스댄싱 국가대표를 지냈으며, 2003년부터 피겨 스케이팅 회장배랭킹대회 아이스댄스에서 우승을 차지하였다.
이후 2007년부터 경기도 과천시에서 지도자 생활을 했으며, 그 해 10월 3일 자가용을 타고 서울특별시에 있는 자택으로 가던 도중 가로수를 들이받는 사고를 당한 뒤 혼수상태에 빠져 10월 4일 사망했다. 향년 22세
사망 이후 생전 본인의 의사에 따라 각막과 신장 등 장기를 적출해 난치병 환자 6명에게 기증했다.

## 학력
- 계명대학교 체육학

## 수상
- 2003년 피겨스케이팅 회장배랭킹대회 아이스댄스 우승